# Dryxo lispoidea
Dryxo lispoidea är en tvåvingeart som beskrevs av Robineau-desvoidy 1830. Dryxo lispoidea ingår i släktet Dryxo och familjen vattenflugor. Inga underarter finns listade i Catalogue of Life.